# Sumanya Purisai
Sumanya Purisai (taj. สุมัญญา ปุริสาย, ur. 8 lipca 1990 w Roi Et) – tajski piłkarz grający na pozycji ofensywnego pomocnika. Od 2015 roku jest zawodnikiem klubu Bangkok United.

## Kariera piłkarska
Swoją karierę piłkarską Purisai rozpoczął w klubie Osotspa. W 2009 roku zadebiutował w jego barwach w Thai Premier League. W 2011 roku przeszedł do grającego w Thai First Division, Buriram FC. Z kolei w 2012 roku został zawodnikiem klubu Chainat Hornbill, w którym grał do końca 2014 roku.
W 2015 roku Purisai przeszedł do Bangkoku United. Zadebiutował w nim 15 lutego 2015 w wygranym 2:1 wyjazdowym spotkaniu z Chainat Hornbill. W tym samym roku został wypożyczony do Suphanburi FC, w którym swój debiut zaliczył 2 sierpnia 2015 w przegranym 0:1 wyjazdowym meczu z Nakhonem Ratchasima. W 2016 roku wrócił do Bangkoku United. W 2016 i 2018 roku wywalczył z nim wicemistrzostwo Tajlandii.
| Sezon | Klub             | Kraj      | Rozgrywki      | Mecze | Gole |
| ----- | ---------------- | --------- | -------------- | ----- | ---- |
| 2009  | Osotspa          | Tajlandia | Premier League | ?     | ?    |
| 2010  | Osotspa          | Tajlandia | Premier League | ?     | ?    |
| 2011  | Buriram FC       | Tajlandia | First Division | 24    | 11   |
| 2012  | Chainat FC       | Tajlandia | Premier League | 25    | 2    |
| 2013  | Chainat FC       | Tajlandia | Premier League | 26    | 10   |
| 2014  | Chainat Hornbill | Tajlandia | Premier League | 23    | 3    |
| 2015  | Bangkok United   | Tajlandia | Premier League | 10    | 0    |
| 2015  | Suphanburi FC    | Tajlandia | Premier League | 7     | 0    |
| 2016  | Bangkok United   | Tajlandia | Premier League | 20    | 1    |
| 2017  | Bangkok United   | Tajlandia | Premier League | 25    | 2    |
| 2018  | Bangkok United   | Tajlandia | Premier League | 31    | 12   |

## Kariera reprezentacyjna
W reprezentacji Tajlandii Purisai zadebiutował 18 stycznia 2012 roku w przegranym 0:1 towarzyskim meczu z Norwegią. W 2019 roku powołano go do kadry na Puchar Azji.